# Grimmia saxatilis
Grimmia saxatilis är en bladmossart som beskrevs av Mitten 1869. Grimmia saxatilis ingår i släktet grimmior, och familjen Grimmiaceae. Inga underarter finns listade i Catalogue of Life.